# Château la Chassagne (Ladapeyre)
Le château la Chassagne, aussi appelé château de la Chassagne ou anciennement château de Chassagne est un château situé au lieu-dit La Chassagne en bordure sud-ouest de la commune de Ladapeyre, dans le département de la Creuse, région Nouvelle-Aquitaine, en France.

### Pages externes
- Vue générale extérieure